# 에스트라디올 에난테이트
에스트라디올 에난테이트(Estradiol enantate, E2-En 또는 EEn)는 여성의 호르몬적 산아 제한에 사용되는  에스트로겐 약물이다. DHPA와 함께 복합해서 사용하는 경우 한 달에 한 차례씩 근육 주사를 통해 투여되게 된다.